# Annandaliella pectinifera
Annandaliella pectinifera är en spindelart som beskrevs av Gravely 1935. Annandaliella pectinifera ingår i släktet Annandaliella och familjen fågelspindlar. Inga underarter finns listade i Catalogue of Life.